# Suniti Devi
Suniti Devi (ou Sunity Devi ), de l'Empire des Indes (CIE, née en 1864 et morte en 1932) est Maharani de l'État princier de Cooch Behar, en Inde, et philanthrope.

## Jeunesse et famille
Son père est réformiste du mouvement Brahmo Samaj, nommé Keshub Chandra Sen, à Calcutta. Son époux est Nripenda Narayan (né en 1863 et mort en 1911), le maharaja de Cooch Behar en 1878. Elle est mariée à lui à l'âge de quatorze ans. Elle vit chez son père pendant deux ans après le mariage, car Narayan partit  pour Londres pour réaliser des études supérieures immédiatement après leur mariage.
Elle eut quatre fils et trois filles : Rajendra Narayan, Jitendra Narayan, Victor Nityendra Narayan et Hitendra Narayan (fils), et Pratibha Devi, Sudhira Devi et Sukriti Devi (filles),.
Ses filles Sudhira et Pratibha épousèrent deux frères, Alan et Miles Mander, de Wightwich Manor en Angleterre. Ce manoir appartient au National Trust et est ouvert à la visite. Parmi ses fils, Rajendra Narayan et Jitendra Narayan devinrent plus tard les maharajas de Cooch Behar. Son fils Jitendra Narayan Bhup Bahadur eut pour filles Gayatri Devi et Ila Devi.

## Œuvres
En 1887, son mari Nipendra Narayan est récipiendaire du GCIE et elle reçoit le CIE, ce qui en fait la première femme indienne à le recevoir. Elle assista aux célébrations du jubilé de diamant de la reine Victoria en 1898 et à Delhi Durbar 1911 avec son mari, le maharaja de Cooch Behar. Elle et sa sœur, la Sucharu Devi, furent réputées pour leur style vestimentaire élégant.
Son mari créa pour elle une école de filles nommée Suniti College en 1881, plus tard renommée Suniti Academy. C'est Suniti Devi, bien que non officiellement, qui crée activement cette école,.
Militante des droits des femmes et éducatrice, elle accorde des bourses annuelles à l'institution, exempte les étudiantes du paiement des frais de scolarité et récompense celles qui réussissaient. C'est par son initiative que des étudiants vont et rentre de l'école avec les voitures du palais. Afin d'éviter la controverse, elle fait couvrir de rideaux les voitures transportant les filles à l'école.
Avec sa sœur Sucharu Devi, elle finance la fondation du lycée pour filles Maharani à Darjeeling en 1908. Elle préside le Conseil d'État et est la première présidente de l'Union des femmes du Bengale en 1932. Elle travaille avec d'autres militantes des droits des femmes du Bengale comme Charulata Mukherjee, Saroj Nalini Dutt, T. R Nelly et sa sœur Sucharu Devi, le Maharani de Mayurbhanj.
Elle meurt subitement en 1932 à Ranchi.

## Titres
1887 - Compagne de l'Ordre de la Couronne de l'Inde à l'occasion de sa participation avec son mari Nripendra Narayan, à la célébration du jubilé d'or de la reine Victoria.

## Héritage
Une route de sa ville natale, Cooch Behar, se nomme Sunity Road.